# Harcmistrz
Harcmistrz – najwyższy harcerski stopień instruktorski, zdobywany przez instruktorów harcerskich. Oznaczany czerwoną podkładką pod krzyżem harcerskim oraz czerwoną lilijką naszytą na lewym ramieniu munduru harcerskiego. Często zapisywany w skrócie jako hm. przed imieniem i nazwiskiem.
W początkowym okresie była to nazwa kierownika, lub współkierownika drużyny skautowej, pochodząca od angielskiego scoutmaster, więc była to bardziej funkcja niż stopień. Stosowane wówczas tłumaczenia i nazwy to: drużynowy, naczelnik, harcmistrz, skautmistrz, skautmaster. Andrzej Małkowski preferował skautmistrza i harcmistrza. Oznaką harcmistrza była lilijka w srebrnym kręgu z zieloną kitką, noszona po lewej stronie kapelusza. Mundur polowy był taki sam jak wszystkich skautów, z pękiem białych wstążek na lewym ramieniu. Wśród wymagań były m.in.: wiek od 20 lat, minimum 3 miesiące służby w drużynie, możliwość załatwienia lokalu na zbiórki. Istniał wtedy jeszcze tytuł Skautmistrza honorowego dla ludzi, którzy przestali kierować drużynami, ale chcieli pozostać w jakiejś więzi z nimi.
W okresie II Rzeczypospolitej nadano jednorazowo w 1927 r. honorowy stopień Harcmistrz Rzeczypospolitej, a w latach PRL nadawano honorowy stopień Harcmistrz Polski Ludowej.

## Związek Harcerstwa Polskiego

### Idea stopnia
Dba o swój wszechstronny rozwój. Stara się dotrzeć do prawdy o sensie życia. Konsekwentnie realizuje swoje cele życiowe. Osiągnął założoną przez siebie dojrzałość w życiu rodzinnym, zawodowym i społecznym. Kreuje rzeczywistość. Jest znaczącą osobowością w zespole instruktorskim, z którym aktywnie pracuje w środowisku swojego działania. Dzieli się własnymi doświadczeniami życiowymi i wychowawczymi i przekłada je na trwały dorobek. Po mistrzowsku stosuje harcerski system wychowawczy. Ma dużą wiedzę i umiejętności w zakresie samodzielnego kierowania zespołem. Potrafi inspirować i organizować swoje środowisko do potrzebnego społecznie działania. Wpływa na oblicze harcerstwa, buduje jego tożsamość. Jest wzorem dla instruktorów.

### Warunki otwarcia próby
- Pozytywnie oceniona praca instruktorska przez co najmniej 12 miesięcy od przyznania stopnia podharcmistrza.
- Zaliczona służba instruktorska.
- Ukończone 21 lat.
- Przedstawienie KSI programu swojej próby, zapewniającego realizację wymagań.
- Udział w kształceniu kadry.

### Wymagania
1. W świadomy sposób określa i realizuje własne plany życiowe.
2. Pogłębia swoją wiedzę zawodową.
3. Poza swoimi zainteresowaniami zawodowymi poznaje wybraną dziedzinę nauki lub kultury.
4. Świadomie stosuje harcerski system wychowawczy, upowszechnia go i dzieli się własnymi doświadczeniami.
5. Przygotował się do roli opiekuna próby na stopień podharcmistrza i harcmistrza.
6. Kierował zespołem instruktorskim. W jego działaniu kształtował postawy oraz poszerzał wiedzę i umiejętności instruktorów.
7. Wykazał się skutecznym stosowaniem Systemu pracy z kadrą w kierowanym przez siebie zespole instruktorskim.
8. Zrealizował zadanie instruktorskie na poziomie chorągwi lub Związku.
9. Opracował i upowszechnił materiały programowo-metodyczne jako wkład  w dorobek Związku.
10. W trakcie próby ukończył kurs harcmistrzowski lub aktywnie uczestniczył  w minimum 2 innych formach wymiany doświadczeń poziomu harcmistrzowskiego (kursy, warsztaty, seminaria, konferencje itp.).

### Warunki zamknięcia próby
1. Osiągnięcie poziomu opisanego w idei stopnia i zrealizowanie wymagań próby.
2. Osiągnięcie sukcesu w wybranej dziedzinie.
3. Prowadzenie obozu (kolonii) lub zimowiska w okresie od zdobycia stopnia podharcmistrza. Uzyskanie pozytywnej oceny swojej pracy.
4. Pozytywnie oceniona praca instruktorska w okresie realizacji próby.
5. Pełnienie funkcji opiekuna pozytywnie zakończonej próby na stopień instruktorski w okresie od zdobycia stopnia podharcmistrza.

### Uprawnienia wynikające z posiadania stopnia
Osoba w stopniu harcmistrza może:
- kandydować i być wybranym na funkcję Przewodniczącego ZHP, Naczelnika ZHP, komendanta chorągwi,
- pełnić funkcję w sądach harcerskich,
- pełnić funkcję w komisjach stopni instruktorskich,
- pełnić funkcję opiekuna próby na każdy stopień instruktorski,
- zdobyć Złotą Odznakę Kadry Kształcącej,
- zostać odznaczona Srebrnym i Złotym Krzyżem za Zasługi dla ZHP.

### Liczba harcmistrzów ZHP
Według spisu harcerskiego na dzień 1 stycznia 2022 roku w ZHP było 2761 harcmistrzyń i harcmistrzów.

## Związek Harcerstwa Rzeczypospolitej (Organizacja Harcerzy)
Na podstawie regulaminu stopni instruktorskich Organizacji Harcerzy
Związku Harcerstwa Rzeczypospolitej. Wprowadzony Rozkazem Naczelnika Harcerzy ZHR LS10/2004 z dnia 27 września 2004 roku zmieniony Uchwałą Naczelnictwa ZHR nr 243/2 z dnia 8 maja 2011 roku.

### Idea stopnia
Człowiek
Jego postępowanie cechuje odwaga w wyrażaniu prawdy wobec siebie i otoczenia, uczciwy osąd siebie, hart ducha i silna wola. Wszystkich ludzi ze swego bliskiego otoczenia (koledzy, współpracownicy – zwierzchnicy i podwładni) traktuje jak bliźnich. Realizuje ukształtowany kierunek rozwoju zawodowego i ma wypracowane osiągnięcia. Rozwija się intelektualnie. Stale dba o swoją kondycję fizyczną. Stara się bywać w lesie i dobrze się w nim czuje. 
Chrześcijanin
Harcmistrz dzieli się swoją wiarą. Dąży do doskonałości dając innym przykład. Przestrzega głoszone zasady i jest stale gotowy do podejmowania dyskusji na ich temat. Jest aktywnym członkiem Kościoła – dba o pogłębianie rozumienia zasad wiary. Swoje życiowe powołanie realizuje w oparciu o Ewangelię. Orientuje się w nauczaniu swojego Kościoła, zna jego naukę społeczną. 
Polak
W swoim środowisku społeczno-politycznym cechuje się aktywnym działaniem i wyraźną ideowością. Na pierwszym miejscu stawia rozwój silnej, zbudowanej na wartościach chrześcijańskich Polski i budowanie jej ważnego miejsca w stosunkach międzynarodowych. W podejmowanych działaniach kieruje się zasadą służby Polsce i pomocy bliźnim. Dba o prawdę w ocenie historii Polski. Zna i rozumie polski dorobek polityczny, techniczny, gospodarczy i kulturalny w historii Europy i świata. Potrafi ocenić mechanizmy powstawania i rozwiązywania problemów krajowych i międzynarodowych. 
Wychowawca
Harcmistrz to instruktor, który wykazał się mistrzostwem w prowadzeniu pracy wychowawczej z dziećmi i młodzieżą przy pomocy metody harcerskiej. W pracy ze swoją drużyną osiągnął widoczne i doceniane przez innych sukcesy organizacyjne i wychowawcze. Przyczynił się do rozwoju liczebnego ruchu harcerskiego. Wychował nie tylko swojego następcę ale także przyczynił się do rozwoju kilku innych drużynowych, którzy objęli lub założyli własne drużyny. Twórczo rozwija harcerski dorobek metodyczny i programowy. Potrafi patrzeć na harcerstwo w perspektywie ogólnopolskiego ruchu społeczno-wychowawczego będącego częścią światowego skautingu.
Współtworzy Związek i jego oblicze ideowe. Jest skromny, swoją pracę stara się wykonywać coraz lepiej. Chętnie daje świadectwo swojej harcerskiej służby. Posiada księgozbiór wychowawcy harcerskiego. Jest Harcerzem Rzeczypospolitej. 
Harcmistrz potrafi proponować rozwiązania systemowe dla całego Związku, czuje się odpowiedzialny za jego stan i stały rozwój. W celach wychowawczych potrafi umieścić aktualne potrzeby narodu polskiego. Potrafi stawiać je przed harcerstwem w postaci programów wychowawczych dostosowanych do różnych poziomów wiekowych i opartych na personalizmie chrześcijańskim. Zna dorobek i aktualną politykę wewnętrzną ZHR. Postępuje w sposób odpowiedzialny za cały ZHR. Porównuje i ocenia założenia ideowe, metodyczne i programy różnych organizacji skautowych. Swoją wiedzę instruktorską przekazuje innym uczestnicząc w kształceniu podnoszącym poziom instruktorów i poprzez publikacje. Rozumiejąc wielkość postaci bł. ks. phm. St. W. Frelichowskiego, Patrona Harcerstwa Polskiego, zachęca innych do brania wzoru z błogosławionego.

### Warunki otwarcia próby
1. Zdobył stopień podharcmistrza, Harcerza Rzeczypospolitej.
2. Pełni funkcję wychowawczą na poziomie drużyny/hufca/chorągwi.
3. Przedstawił pisemną opinię Komendanta Chorągwi/Namiestnika.
4. Wybrał opiekuna i ułożył wraz z nim próbę na stopień.
5. Posiada dokonania w życiu zawodowym/naukowym i osobistym.
6. Posiada światopogląd oparty na wiedzy i głębokich przemyśleniach.
7. Swoją postawą daje publiczne świadectwo swoich przekonań.

### Wymagania

#### Cele kształcenia
1. Potrafi stworzyć zespół instruktorski, określić kompetencje i okresowo rozliczać z dokonań: potrafi delegować odpowiedzialność, tworzy i koordynuje zespoły zadaniowe, potrafi motywować instruktorów do służby i pracy nad sobą. Pozyskuje nowych instruktorów.
2. Potrafi koordynować pracę kilku zespołów instruktorskich, celowych i stałych, potrafi sprawiedliwie ocenić i rozliczyć pracę podwładnych, znajduje kompromis pomiędzy różnymi stanowiskami.
3. Zna i stosuje zasady planowania na poziomie chorągwi/organizacji: stawia cele dalekosiężne w perspektywie kilkuletniej (cele wychowawcze i organizacyjne uwzględniają rozpiętość środowiskową, terenową i wiekową), stawia cele strategiczne w perspektywie kadencyjnej, opracowuje etapy osiągania celów strategicznych w postaci celów pośrednich – jednorocznych, potrafi planować wielowątkowo, rozumie zasadę oceny okresowej i korekty planów.
4. Zna podstawy socjologii i pedagogiki, mechanizmów zarządzania i motywowania dorosłych do podejmowania pracy społecznej, poszerza swoją wiedzę w zakresie zarządzania.
5. Potrafi planować i realizować rozwój swojego środowiska do środka i na zewnątrz.
6. Zna i rozumie zasady celów, struktury, zadań i sposobu funkcjonowania chorągwi OH-y ZHR.
7. Potrafi zaplanować pracę i poprowadzić referat w chorągwi, zna i rozumie zasady funkcjonowania Komisji Instruktorskiej i Kapituły HR.
8. Rozumie i umacnia system kształcenia OH-y ZHR, potrafi dostosować formę zajęć kształceniowych (posługuje się różnymi technikami kształceniowymi) do tematu i uczestników zajęć, potrafi zaplanować konferencję instruktorską, potrafi zbudować system kształcenia na poziomie chorągwi i organizacji.
9. Potrafi zaplanować i przeprowadzić przedsięwzięcie harcerskie na poziomie organizacji: poprowadzi zespół wykonujący akcję, napisze i zrealizuje program wychowawczy, przygotuje budżet i rozliczy akcję, zorganizuje zaplecze logistyczne, zadba o porządek i dyscyplinę.
10. Rozumie zasady budowy struktur Związku (rozumie cel i sposób funkcjonowania władz naczelnych), zna regulaminy obowiązujące w ZHR oraz przepisy państwowe dotyczące funkcjonowania organizacji.
11. Potrafi ocenić miejsce ZHR w społeczeństwie i wskazać sposoby na jego poprawę, wskazuje na pierwszoplanowe cele stojące przed Związkiem i drogę do ich realizacji.
12. Orientuje się w sytuacji społeczno-politycznej Polski i potrafi wskazać wynikające z niej szanse i zagrożenia dla ZHR oraz zaproponować odpowiednią politykę władz ZHR.
13. Zna ogólne przepisy, zasady promocji i informacji organizacji pozarządowych na poziomie ogólnopolskim.
14. Orientuje się w sytuacji harcerstwa i skautingu w Polsce i za granicą.
15. Potrafi reprezentować interesy ZHR na poziomie lokalnym i centralnym.

#### Dokonania instruktorskie
1. Prowadzi lub prowadził drużynę/gromadę osiągając sukcesy organizacyjno-wychowawcze
2. Współprowadził kurs podharcmistrzowski, zaplanował i przeprowadził pozakursowe kształcenie instruktorskie
3. Pozyskał nowych kandydatów do służby instruktorskiej.
4. Stawia cele wychowawcze na poziomie organizacji, przygotował program wychowawczy i doprowadził do jego realizacji (odczytuje znaki czasu i wplata je w program wychowawczy).
5. Przeprowadził działania poszerzające zakres oddziaływania wychowawczego ZHR, swoimi działania spowodował podniesienie merytorycznego poziomu pracy harcerskiej oraz wzrost liczebności i zasięgu działania chorągwi.
6. Dowodził przedsięwzięciem harcerskim na poziomie chorągwi, współorganizował akcję harcerską na poziomie Organizacji/Związku.
7. Przeprowadził min. dwa spotkania instruktorskie o charakterze metodycznym bądź formacyjnym, zorganizował obchody rocznicowo-patriotyczne.
8. Prowadził w roli opiekuna próbę na stopień przewodnika i Harcerza Rzeczypospolitej, prowadzi próbę na stopień podharcmistrza.
9. Biorąc aktywny udział w życiu Kościoła współpracuje przy przedsięwzięciach regionalnej wspólnoty religijnej (np. swojej diecezji).
10. Współpracuje z państwowymi władzami lokalnymi i samorządem terytorialnym orientując się w sytuacji społeczno-politycznej swojego środowiska lokalnego.
11. Swoją postawą i działaniami promuje ZHR w społeczeństwie, zdobył nowych sojuszników ZHR.
12. Uczestniczył w zajęciach kształceniowych podnoszących poziom kadry instruktorskiej.
13. Wykazał się publikacją metodyczną lub ideową o wysokim poziomie merytorycznym.

### Warunki zdobywania stopnia
Próba na stopień harcmistrza obejmuje trzy równoległe obszary. Po pierwsze dojrzałość ideowa, której poziom zawarty jest w opisie postaci harcmistrza i Harcerza Rzeczypospolitej. Po drugie zdobycie odpowiednich kompetencji wychowawczych określonych ogólnie w celach kształcenia. Po trzecie zaś dokonania instruktorskie na pełnionej funkcji. 
1. Próba jest otwierana po spełnieniu warunków otwarcia.
2. Próba składa się z 2 do 4 zadań.
3. Próba zawiera zadanie zaproponowane przez kandydata i ustalone z Naczelnikiem Harcerzy.
4. W ramach próby kandydat przeczytał co najmniej 7 zaaprobowanych przez Komisję Harcmistrzowską.
5. Do oceny dokonań instruktorskich wlicza się okres od zdobycia stopnia podharcmistrza.
6. Zadania próby winny być realizowane w macierzystym środowisku drużyny/hufca/chorągwi.
7. Próba nie może trwać dłużej niż 24 miesiące.